# Outfit de Chicago
Pour un article plus général, voir mafia américaine.
L'Outfit de Chicago ou simplement « The Outfit » (en français : « L'équipe »), aussi appelée famille de Chicago (en anglais : Chicago Crime Family) et « The Organization » (en français : « L'Organisation »), est la famille du crime organisé de la ville de Chicago, dans l'État de l'Illinois, aux États-Unis depuis 1910.
Sous le contrôle de Johnny Torrio et d'Al Capone, l’Outfit est montée en puissance dans les années 1920. Cette période a été marquée par des guerres de gangs sanglantes pour le contrôle de la distribution d'alcool de contrebande pendant la prohibition. L’Outfit se développe au départ dans les quartiers sud (South Side) de Chicago dans lesquels l'organisation a de plus en plus d'influence et finira par contrôler totalement. Elle s'est rapidement retrouvée en concurrence avec le Gang de North Side (North Side Gang ; aussi appelé les Northsiders), une branche de la mafia irlandaise qui contrôle quant à elle les quartiers nord (North Side) de la ville. À partir de la seconde moitié du XXe siècle, ses activités se sont étendues hors de Chicago, à Las Vegas, Milwaukee, Indianapolis, Phoenix, en Californie du Sud et également dans les États de Floride et du Nevada.
Depuis sa création par Big Jim Colosimo, l’Outfit a été impliquée dans un large éventail d'activités criminelles, notamment le prêt à taux usuraire, le jeu illégal, la prostitution, l'extorsion, la corruption politique et l'assassinat. L’Outfit avait également la mainmise sur plusieurs grands studios de l'industrie cinématographique à Hollywood dans les années 1940-1950 (sous les règnes de Paul Ricca et Tony Accardo), sur les fonds de la caisse de retraite des camionneurs dans les années 1950-1960 (avec la complicité de Jimmy Hoffa, leader du syndicat des Teamsters), et sur plusieurs casinos de Las Vegas dans les années 1970-1980 (sous Joey Aiuppa). Les autorités fédérales ont longtemps soupçonné l'organisation d'être impliquée dans l'assassinat de John F. Kennedy et dans celui de Robert F. Kennedy, son frère (sous Sam Giancana).
Bien qu'elle n'ait jamais eu le monopole complet du crime organisé à Chicago, l’Outfit a longtemps été la plus puissante, la plus violente et la plus grande organisation criminelle de Chicago et de la région du Midwest en général. Contrairement aux autres factions de la mafia américaine telles que les Cinq familles de New York, l’Outfit est une faction unifiée et plus indépendante vis-à-vis de cette dernière depuis sa conception. Toutes les familles de la mafia américaine sont dominées par la Commission, cependant, la famille de Chicago bénéficie d'une autonomie plus large sur le crime traditionnel dans une grande métropole américaine et cela depuis plus d'un siècle. Des 25 familles qui composent la mafia américaine, les Cinq familles new-yorkaises sont les plus puissantes et l’Outfit est la seule famille qui rivalise avec ces dernières en termes de puissance. Ainsi, elle est parfois considérée comme la « sixième famille ».
L'attention accrue portée par les autorités fédérales et locales, l'arrestation de certains de ses chefs les plus puissants et « Le procès des secrets de famille » qui eut lieu de 2005 à juin 2007, ont entraîné son déclin progressif depuis la fin du XXe siècle, bien qu'il demeure l'un des groupes criminels organisés les plus importants et les plus actifs de l'aire métropolitaine de Chicago et du Midwest.
De 1996 à 2014, la mafia de Chicago aurait été dirigée par John DiFronzo. Selon le Federal Bureau of Investigation (FBI), l’Outfit serait dirigé depuis 2014 par Salvatore « Solly D » DeLaurentis.

## Période d'avant laprohibition

### Little Italy et la «Main noire»

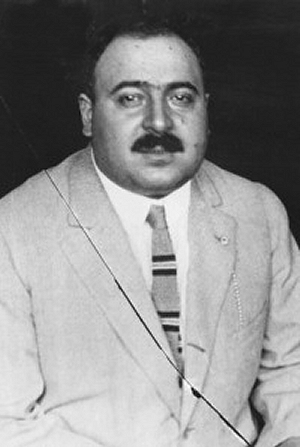
Big Jim Colosimo, fondateur de l’Outfit dont il prend la tête de 1910 à 1920.

Les années allant de la fin du XIXe siècle au début du XXe siècle sont marquées par la présence de nombreux gangs qui se partagent le nord (North Side) et le sud (South Side) du territoire de la ville de Chicago. Les quartiers nord sont sous la tutelle du Gang de North Side, une branche de la mafia irlandaise locale menée par Dean O'Banion. Le quartier de Little Italy (situé au sud-ouest de Downtown Chicago) est dominé par « la Main noire » ou « Mano nera » mené par Giacomo « Big Jim » Colosimo. L'influence des italiens s'étendra plus tard à l'ensemble des quartiers sud sous le règne de Johnny Torrio.
Colosimo avait réussi à s'imposer dans le quartier italien et à centraliser tous les gangs des environs. Il est né en Calabre en 1877 et émigra en 1895 à Chicago où il devint criminel. En 1909, Colosimo dominait la Main noire,. À partir de sa base du Colosimo Cafe, un établissement de luxe situé dans son « fief » de Little Italy, Colosimo a construit un empire criminel basé sur la prostitution, le prêt à taux usuraire, les jeux d'argent et le racket. Parti de rien, il gagna du pouvoir en dirigeant une chaîne de plus de 200 maisons closes. Menacé par d'autres mafieux de la ville, il fit venir de New York son neveu par alliance Johnny Torrio, alors leader du Five Points Gang, pour l'épauler à Chicago,. Torrio appela peu après Al Capone auprès de lui.
Entre janvier et mars 1911, trente-huit personnes sont victimes de la Main noire, dont beaucoup par un assassin non identifié connu uniquement sous le nom de « Shotgun Man », entre Oak Street et Milton Street dans Little Italy. À Chicago, la pratique de la Main noire commença vers 1900 avant de disparaître peu à peu, remplacée par la mafia.
Colosimo s'opposait à l'ambition de Torrio pour développer les affaires concernant la prohibition, lui-même préférant s'en tenir à la prostitution. En 1920, Torrio s'arrangea avec Frankie Yale pour éliminer Colosimo, à la fois pour avoir les mains libres et pour se venger de l'homme qui avait abandonné sa tante pour se remarier avec une femme plus jeune, la chanteuse Dale Winter. Le 11 mai 1920, Colosimo est retrouvé assassiné de plusieurs balles dans son restaurant. Personne ne sera inculpé pour le meurtre.

## Début et ascension de l'Outfit

### Rivalité entre Al Capone et Bugs Moran

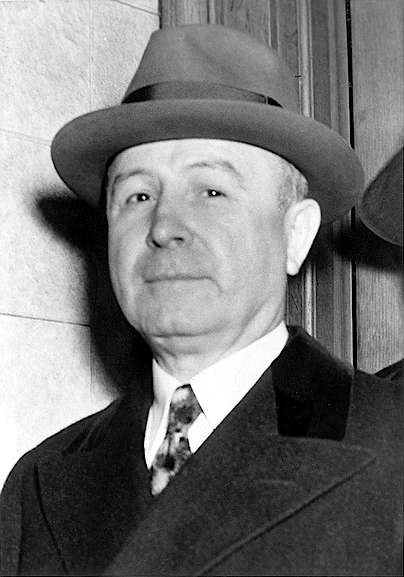
Johnny Torrio, boss de l’Outfit de 1920 à 1925.

Au début des années 1920, la mafia de Chicago (dirigée par le duo Torrio-Capone) comptait entre 300 et 400 membres, tandis que le Gang de North Side (dirigé par Dean O'Banion) comptait environ 200 membres. Le 10 novembre 1924, O'Banion est assassiné par Frankie Yale, John Scalise et Albert Anselmi (les hommes de main de Torrio et Capone). Ce meurtre marque le début d'une guerre sanglante entre les quartiers nord et les quartiers sud de la ville. Les deux bandes se battent pour la très lucrative contrebande d'alcool, les vols et rackets, les braquages de camions de marchandises, les paris clandestins et autres crimes…
En janvier 1925, Al Capone tombe dans une embuscade mais s'en sort indemne. Douze jours plus tard, le 24 janvier, Johnny Torrio revenait d'une séance de shopping avec sa femme Anna, lorsqu'il est victime d'une tentative d'assassinat du Gang de North Side (dirigé par Hymie Weiss et son bras droit Bugs Moran) et reçoit plusieurs balles. Torrio s'en sort par miracle (il est touché au bras, à la bouche et à l'abdomen). Après s'être rétabli, il retourne en Italie et passe le contrôle à Capone, alors âgé de 26 ans, qui devient le nouveau patron d'un empire de plus d'un milliard de dollars d'aujourd'hui qui comprend des brasseries illégales et un réseau de transport s'étendant jusqu'au Canada, avec une protection politique et policière.
Torrio a grandement influencé le crime organisé moderne. Après son séjour en Italie, il revient aux États-Unis à la fin des années 1920 et se réinstalle à New York où Lucky Luciano et son ami et conseiller Meyer Lansky soufflent à Torrio l'idée de créer un Syndicat national du crime. En mai 1929, Torrio supervise la première grande réunion mafieuse d'Atlantic City qui mène à la création de la Commission. En 1931, Torrio devient conseiller auprès de la mafia new-yorkaise.
À Chicago, la période de la prohibition marque le véritable développement de l'organisation ajoutant la très lucrative contrebande d'alcool à leurs activités. De 1925 à 1930, le chiffre d'affaires de l'empire d'Al Capone avoisine les 120 millions de dollars par an (l'équivalent de 2,14 milliards de dollars en 2022). Durant cette période des années 1920, l'organisation criminelle contrôlait de facto la ville de Chicago, via l'intimidation et la corruption de conseillers municipaux, de magistrats et de policiers. De nombreux gangs de rue (y compris des non-italiens comme le Valley Gang, dont les membres sont d'origine irlando-américaine) étaient affiliés à l’Outfit, mais celle-ci doit tout de même faire face à une certaine concurrence, notamment dans les quartiers nord. L'organisation sera d'ailleurs connue de l'extérieur pendant encore plusieurs décennies comme le « Capone gang » ou « The Capones ». En 1931, la Commission décide de placer la famille Balistrieri (famille de Milwaukee) sous le contrôle de l'Outfit. Dès lors, Capone envoie des hommes de main à Milwaukee.

### Le massacre de la Saint-Valentin

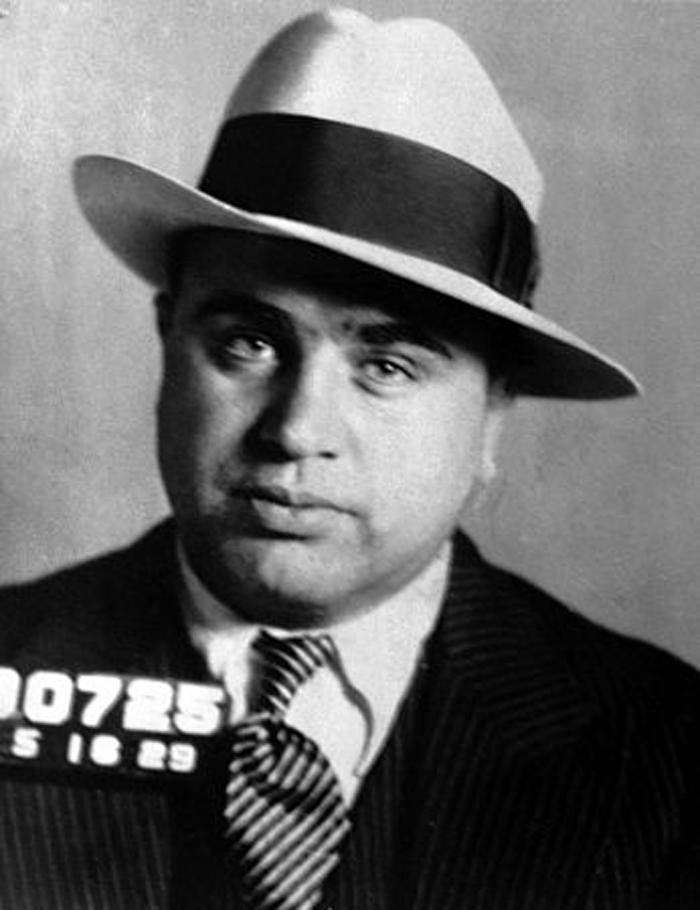
Al Capone, boss de l’Outfit de 1925 à 1931.

Al Capone juge dangereuse l'ascension du Gang de North Side (North Side Gang), dirigé désormais par Hymie Weiss, qui contrôle les quartiers nord de Chicago et se confronte à ses hommes,,. Il souhaite l'élimination de cette concurrence, qui lui apporterait la solution aux menaces qui pèsent sur sa vie et enfin une possibilité d'étendre son contrôle sur toute la ville de Chicago. Entre 1924 (assassinat d'O'Banion) et 1926 (assassinat de Weiss), la guerre s'intensifie. Johnny Torrio pris pour cible prend sa retraite ; Capone est également visé à plusieurs reprises. George Bugs Moran, alias « Moran le Branque », nouveau chef de North Side, le menace toujours. Capone prend donc la décision d'anéantir toute la bande, et confie la réalisation de ce projet à son ami Jack McGurn, dit « La Sulfateuse ». Ce dernier s'entoure d'une équipe de tueurs, regroupant John Scalise, Albert Anselmi, les frères Keywell, George Ziegler, dit « Joe la Pétoire », ainsi que Joseph Lolordo et Fred Burke, dit « Le Tueur ».
Jack McGurn prétexte une réunion au fond d'un vieux garage du quartier de Lincoln Park, le Cartage SMC, où sont conviés Bugs Moran et ses hommes autour d'une prétendue cargaison de whisky de contrebande, fournie par le gang de Détroit « The Purple Gang ». Le filet ainsi tendu, une fausse descente de police permettra d'enlever sans difficulté leurs armes aux adversaires ; les hommes d'Al Capone pourront alors liquider la bande rivale sans résistance. À ce moment, Capone se trouvera en Floride dans sa maison de campagne pour se forger un alibi.
L'événement a lieu dans la matinée du jeudi 14 février 1929,, jour de la Saint-Valentin, à 10 h 30. Une fois les cibles entrées dans l'entrepôt du 2122 North Clark Street, une équipe de quatre hommes descend d'une berline Cadillac et pénètre dans le bâtiment. Deux des tueurs sont déguisés en policiers de Chicago. Les victimes, cinq membres du Gang de North Side, plus deux personnes non-membres du clan (Reinhardt H. Schwimmer et John May) sont alignées contre le mur et tuées. Sur les lieux, les « vrais » policiers dénombrent sept cadavres mais pas celui de Moran, absent.
À cette époque, l'ampleur de ce massacre mafieux est alors inédit aux États-Unis, et attire l'attention du gouvernement fédéral qui juge devoir mettre un terme au crime organisé de Chicago. Moran, esseulé, parvient à garder le contrôle de son territoire jusqu'au début des années 1930, celui-ci passant définitivement sous le contrôle de l’Outfit.
En 1936, McGurn est assassiné, le jour de la Saint-Valentin. L'identité de ses assassins reste inconnue mais les recherches et les spéculations des criminologues attribuent ce meurtre à Moran qui aurait cherché à venger son équipe.

### Chute d'Al Capone

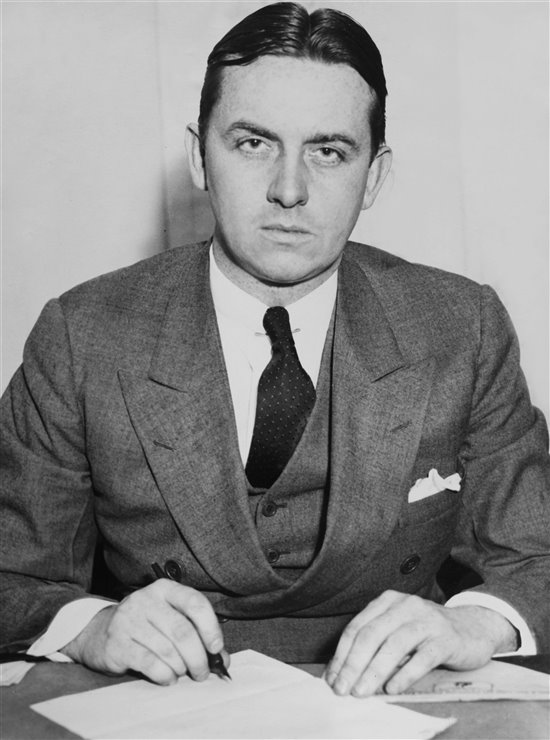
Eliot Ness en 1931, agent du Trésor américain et chef des Incorruptibles qui contribua à faire tomber Capone.

À la suite de l'élection d'Herbert Hoover comme président, le gouvernement fédéral tente de faire tomber Capone et son gang. Il aborde le problème sous deux angles : la lutte contre l'évasion fiscale, confiée à Frank J. Wilson (agent de l'Internal Revenue Service ou IRS), et le respect du Volstead Act (interdiction de vendre de l'alcool), confié à Eliot Ness. Considérant le haut degré de corruption des agents du Trésor américain, Eliot Ness constitue une équipe de confiance d'une dizaine de personnes (surnommées par la presse américaine « les Incorruptibles ») qu'il trie sur le volet, d'après leurs dossiers. Ils multiplient les raids dans les brasseries et les restaurants. Le but étant de remonter les filières pour démanteler les réseaux de transports, les distilleries clandestines et les bars contrôlés par l’Outfit. Capone tentera d'acheter certains des hommes de Ness, sans succès.
Si Ness mit à mal les activités de Capone et contribua en grande partie à sa chute, c'est Wilson qui parvint à mettre en cause directement le gangster et d'autres membres de l’Outfit devant un tribunal, en se basant sur une décision de la Cour suprême des États-Unis de 1927 selon laquelle tous les revenus, même illégaux, étaient imposables. Après des centaines d'interrogatoires, il ressort que les revenus d'Al Capone sont bien plus importants que ceux qui étaient déclarés. Ses revenus nets furent chiffrés de 1924 à 1929 à 1 035 654 dollars. Bien que ses revenus réels soient bien supérieurs, la somme qu'il doit au gouvernement (soit 215 080 dollars d'impôts) suffit à le faire condamner. Comprenant qu'il sera arrêté pour des raisons fiscales, Al Capone a missionné un avocat depuis plus de deux ans pour négocier avec l'IRS, mais le fisc reste ferme et lui demande de payer la totalité des sommes dues. Al Capone refuse,,. En février 1931, Capone fut condamné à 215 000 dollars de redressement fiscal et à onze années d'emprisonnement.
Frank Nitti, lieutenant de Capone, est également condamné mais à seulement 18 mois. À sa sortie, il paraît prendre la tête de l'organisation, en réalité dirigée en sous-main par Paul Ricca, son second, dès 1932. Nitti est victime d'une tentative d'assassinat ordonnée par le maire de Chicago, Anton Cermak, qui veut remplacer l’Outfit par d'autres gangsters. Cermak est assassiné en 1933 à Miami par Giuseppe Zangara, un anarchiste italien qui tenta également d'assassiner le président américain Franklin Delano Roosevelt.

## L'apogée

### La mainmise sur Hollywood

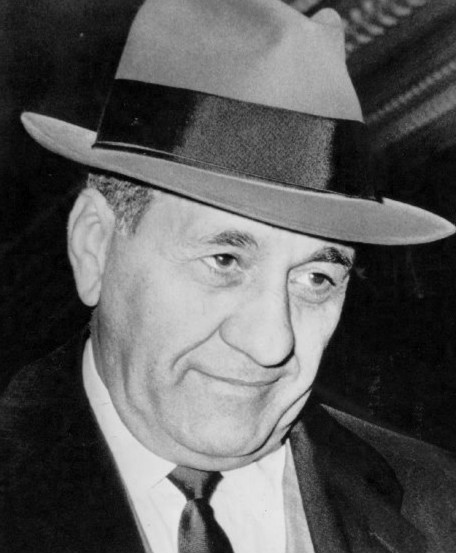
Tony Accardo, boss de l’Outfit de 1947 à 1957.

Après la prohibition, Capone envoie John Roselli (membre de l’Outfit) à Los Angeles qui a pour mission de créer un pont entre la mafia et l'industrie cinématographique. Très vite, Roselli lie une forte amitié avec le producteur Bryan Foy, qui l'introduit comme producteur dans les studios Eagle-Lion Films. Rosselli connaît tout le monde, fréquente des stars de cinéma et joue au golf avec des patrons de studio. L'influence de la mafia de Chicago atteint son apogée lorsque l'un de ses leaders, Tony Accardo dit « Joe Batters » (boss de l’Outfit de 1947 à 1957), ordonne à Johnny Rosselli de forcer le patron de Columbia Pictures, Harry Cohn, de signer un contrat avec une actrice, alors inconnue, Marilyn Monroe pour plusieurs millions de dollars.
Sous le règne de Tony Accardo, l’Outfit organise une vaste extorsion de fonds dans l'industrie du cinéma américain. Accardo y est parvenu en prenant le contrôle d'un syndicat, puis en exigeant des gains énormes de la part de chaque studio et en menaçant de fermer toute production de film s'ils ne payaient pas. « La mafia de Chicago a amassé des millions de dollars de cette manière durant les années 1940 et 1950 » selon Lee Server, auteur de l'ouvrage Handsome Johnny : The Life and Death of Johnny Rosselli publié en 2018.
À Hollywood, les studios sont obligés de coopérer avec l’Outfit pour éviter des problèmes avec les syndicats, manipulés par la mafia. Mais l'organisation est au centre d'une enquête pour éviter qu'elle puisse prendre le contrôle définitif de certains des plus grands studios de cinéma d'Hollywood, comme la Metro-Goldwyn-Mayer, Paramount Pictures, 20th Century Fox, Columbia Pictures ou RKO Radio Pictures.
En 1943, nombre de membres de la mafia de Chicago se retrouvent donc inculpés d'extorsion : Frank Nitti, Paul Ricca, Louis Campagna, Ralph Pierce, John Roselli, Nick Circella, Phil D'Andrea et Charles Gioe. C'est à ce moment que Ricca rend responsable Nitti des inculpations (ce dernier a un informateur au FBI, mais n'est pas mis au courant de l'enquête). Nitti, lâché par ses subordonnés et craignant de retourner en prison, se suicide le 19 mars 1943.
Bien qu'Accardo ait été impliqué dans un certain nombre de meurtres tout au long de sa carrière criminelle (il fut homme de main de Capone), de sa participation présumée au massacre de la Saint-Valentin en 1929 à sa série de meurtres en représailles à un cambriolage à son domicile en 1978, il n'a jamais été reconnu coupable de ces crimes. Au lieu de cela, Accardo a été inculpé pour fraude fiscale en 1960, bien que le jugement ait été annulé par la suite.

### Soupçons dans l'assassinat de John F. Kennedy

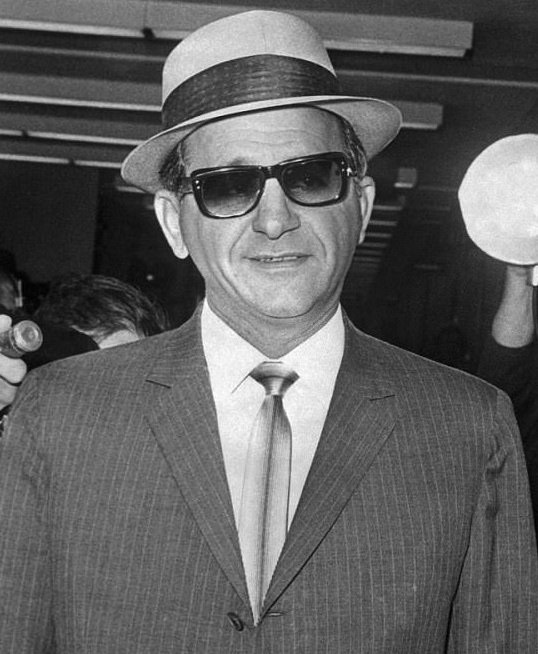
Sam Giancana, boss de l’Outfit de 1957 à 1966.

Sous le règne de Sam Giancana, l'organisation est fortement soupçonnée par les autorités fédérales d'être impliquée dans l'assassinat de John Fitzgerald Kennedy (JFK).
Kennedy et Giancana partageaient la même maîtresse : Judith Campbell,. Jack Ruby, l'assassin de Lee Harvey Oswald, lui-même assassin supposé de John F. Kennedy, avait des liens étroits avec l’Outfit. Cette information ne fut pas communiquée à la commission Warren durant son enquête. L'organisation, par l'intermédiaire de Joseph Kennedy, le père de John, est également soupçonnée d'avoir organisé localement une fraude électorale en faveur de la candidature de son fils pour la présidentielle de 1960, notamment dans le comté de Cook, le comté dans lequel se situe la ville de Chicago. La contrepartie était, en cas d'élection, de diminuer la pression des autorités fédérales sur toutes leurs activités criminelles. Mais ce fut tout le contraire quand JFK fut élu. Son frère Robert Francis Kennedy, alors procureur général, ne cessa de traquer le crime organisé avec l'appui de JFK. John (en 1963) et Robert Kennedy (en 1968) auraient été éliminés par la pègre pour ces raisons. Quelques mois après la mort de JFK, Judith Campbell confia que selon elle, John F. Kennedy aurait été assassiné par la mafia de Chicago, plus précisément par Sam Giancana, car JFK aurait utilisé la mafia pour être élu président et l'aurait abandonnée ensuite, déclarant une guerre totale au crime organisé.
La collusion CIA/Mafia pour faire tomber Fidel Castro pourrait être un autre déclencheur de l'assassinat de John Kennedy,. La mafia voulait récupérer la main sur ses investissements effectués sur cette île très proche des États-Unis et peu regardante sur la nature des activités de ses investisseurs. Après la révolution cubaine en janvier 1959, Castro ferma tous les casinos de la mafia à Cuba et expulsa tous les mafieux. Plateforme tournante du trafic de drogue en direction des États-Unis, le jeu et la prostitution, les pertes pour le syndicat du crime se chiffra à plus de 100 millions de dollars. Les États-Unis, quant à eux, craignaient qu'un pays limitrophe ne devienne communiste et soit allié de l'URSS. Une opération fut mise au point sous le nom d'« Opération Mangouste ». L’Outfit, par l'intermédiaire de John Roselli, devait mettre au point l'assassinat de Castro, mais l'opération fut un échec.
Ces connexions historiques CIA-Mafia furent confirmées en 2007 par des documents déclassifiés et intitulés les « Joyaux de Famille ». Durant les opérations cubaines, Sam Giancana était étroitement lié à Santo Trafficante Junior, boss de la famille de Tampa de 1954 à 1987. Santo Trafficante, ainsi que Jimmy Hoffa (leader du puissant syndicat des camionneurs des Teamsters et associé de l’Outfit), étaient également soupçonnés par plusieurs services de renseignements d'avoir joué un rôle dans l'assassinat de JFK. Cependant, aucune preuve ne fut apportée malgré les soupçons.

### Les casinos de Las Vegas

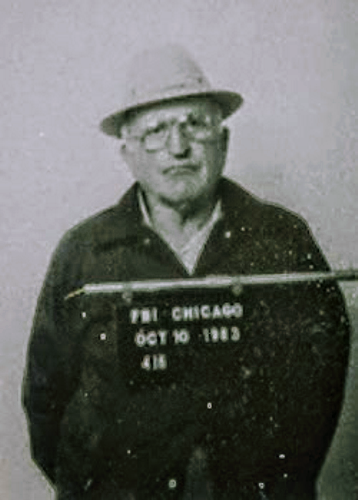
Joey Aiuppa, boss de l’Outfit de 1971 à 1986.

Dans les années 1950-1960, la mafia de Chicago tira un grand profit des extorsions de fonds de la caisse de retraite des camionneurs, avec la complicité du leader du syndicat des Teamsters, Jimmy Hoffa et sous la supervision de Meyer Lansky. Les capitaux détournés furent massivement réinvestis et blanchis dans certains casinos de Las Vegas.
Frank « Lefty » Rosenthal dit « le gaucher » dirigeait plusieurs casinos à Las Vegas dont le Stardust, le Fremont, le Marina et l'Hacienda (aujourd'hui le Mandalay Bay) pour le compte de l’Outfit et de son boss Joey Aiuppa dans les années 1970 jusqu'au début des années 1980. Anthony Spilotro dit « Tony la fourmi », un soldat envoyé par Joey Aiuppa pour contrôler leurs casinos, officiait à Las Vegas pour protéger Rosenthal. Spilotro et son frère Michael seront tués par James Marcello (un autre membre de la mafia de Chicago) en 1986 à Bensenville (à proximité de l'aéroport international O'Hare) puis enterrés dans un champ de maïs de l'Indiana. L'autopsie révéla que les frères Spilotro ont été battus à mort à coups de batte de baseball.
L’Outfit contrôlait les casinos de Las Vegas et a « écumé » des millions de dollars au cours de cette période. Plus récemment, de hauts responsables de la mafia ont été reconnus coupables de crimes remontant au milieu des années 1960. Selon la rumeur, les 2 millions de dollars détournés des casinos dans l'affaire judiciaire de 1986 ont été utilisés pour construire le Old Neighborhood Italian American Club, dont le fondateur était Angelo J. « The Hook » LaPietra.
Mais les années 1970-1980 furent des années noires pour l’Outfit qui perdit ses intérêts dans les casinos de Las Vegas à cause de la répression accrue et de la pénétration des forces de l'ordre en son sein. Le vol de voitures et les paris sportifs de cette période ne remplacèrent jamais les profits perdus.

## Le déclin

### Le «Procès des secrets de famille»

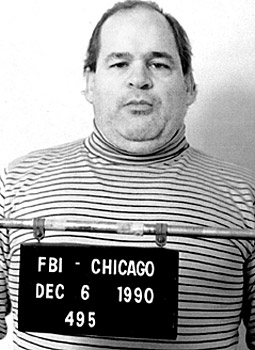
À l'issue du « Procès des secrets de famille » en 2007, Frank Calabrese, Sr. est reconnu coupable de plus d'une dizaine d'assassinats commis pour le compte de l’Outfit au cours des années 1970 et 1980. Calabrese est condamné à la prison à perpétuité en 2009.

À la suite du procès appelé « Le Procès des secrets de famille » (en anglais « Family Secrets Trial ») qui s'est déroulé à Chicago de 2005 à juin 2007, la mafia de Chicago subit un démantèlement partiel de son organisation. Le département de la Justice lance une procédure contre 15 membres ou associés de l’Outfit pour avoir violé la loi RICO (Racketeer Influenced and Corrupt Organizations), une loi fédérale qui prévoit des sanctions pénales étendues dans le cadre des activités d'une organisation criminelle. Dans ce cadre, Joey « le Clown » Lombardo (ex-patron de l’Outfit), Frank Calabrese, Sr. dit Frankie et James Marcello (tous deux hommes de main de l’Outfit) comparaissent devant le tribunal pour répondre de 18 assassinats perpétrés dans les années 1970-1980. Le procès s'ouvre le 21 juin 2007.
Ce procès a pu avoir lieu grâce aux aveux de Nick Calabrese et de Frank Calabrese Junior, fils de Frank Calabrese. Frank Calabrese, Sr. (voir photo ci-contre) emprisonné en même temps que son fils, en 1995, lui raconta tous les secrets de la mafia de Chicago. À son insu, Frank Junior enregistra les conversations sur bandes magnétiques.
James Marcello, quant à lui, est inculpé pour le meurtre d'Anthony Spilotro dit « la Fourmi » et de son frère Michael. Bien que les rapports originaux aient déclaré que les Spilotro avaient été battus et enterrés dans un champ de maïs d'Enos, dans le comté de Newton (Indiana), Nick Calabrese a témoigné lors du procès que les frères avaient d'abord été tués dans un sous-sol de Bensenville (près de l'aéroport international O'Hare). En effet, les membres de l’Outfit avaient tendu un piège aux Spilotro en leur laissant croire que ce serait le jour d'intronisation de Michael dans l'organisation. Selon le témoignage de Calabrese au tribunal, lorsque Tony est entré dans le sous-sol et a réalisé ce qui allait se passer, il a demandé s'il pouvait "dire une prière". Ils ont été battus à mort à coups de batte de baseball puis leurs corps ont été transportés dans le champ de maïs, non loin de Chicago. L'histoire a inspiré Martin Scorsese dans son film Casino sorti en 1995, le rôle de James Marcello y est joué par l'acteur Frank Vincent et celui d'Anthony Spilotro par l'acteur Joe Pesci).
Le 10 septembre 2007, le jury déclara coupables James Marcello, Joseph Lombardo, Frank Calabrese, Sr., Paul Schiro et Anthony Doyle des accusations d'extorsion, de paris clandestins, de prêts usuraires et de meurtres (seul Doyle ne fut pas coupable de meurtre). Paul Schiro est condamné à 20 ans de prison. Le 28 janvier 2009, Frank Calabrese, Sr. est condamné à la prison à perpétuité. Le 2 février 2009, Joseph Lombardo est condamné à la prison à perpétuité. Le 5 février 2009, James Marcello est condamné à la prison à perpétuité. Le 12 mars 2009, Anthony Doyle est condamné à 12 ans. Nicholas Calabrese est condamné à 12 ans et 4 mois de prison. La bienveillance du jury vis-à-vis de la condamnation de Calabrese, Jr. est due à sa collaboration avec le gouvernement au début des années 2000.
Le 6 avril 2009, les cinq hommes coupables sont condamnés solidairement à payer 24 millions de dollars d'amendes. 4,3 millions de dollars d'indemnités furent ajoutés pour indemniser les familles de 14 personnes assassinées par l’Outfit.
Un marshall américain nommé John T. Ambrose est reconnu coupable le 28 avril 2009 d'avoir informé Nicholas Calabrese de l'enquête sur la mafia jusqu'au début 2002.

## Organisation

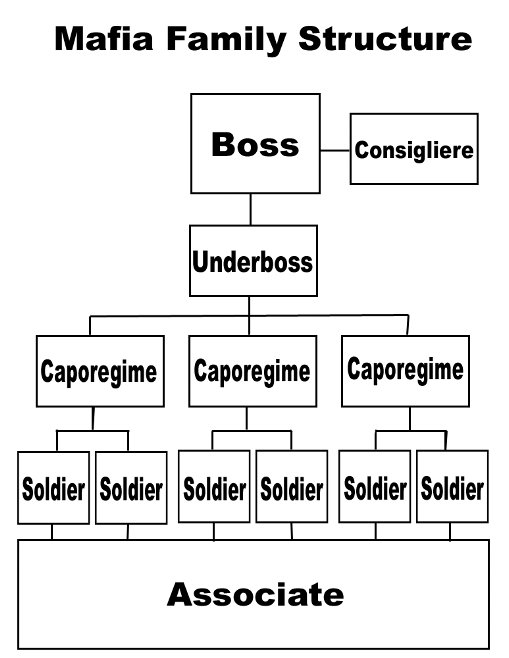
Structure de l'organisation.

- Le patron (en anglais « Boss » ; parfois « parrain ») est le chef de l’Outfit. Il constitue l'autorité suprême de l'organisation et reçoit un « tribut » de chaque membre effectuant une opération criminelle sur le territoire contrôlé par la mafia de Chicago[54]. Il est l'homme le plus puissant de l'organisation et prend toutes les décisions importantes.
- Le sous-patron (« Underboss ») est quelquefois désigné par le patron de l’Outfit et il est la deuxième autorité pour commander l'organisation. Le sous-patron gère l'activité de l’Outfit au quotidien et supervise les activités les plus lucratives. Le sous-patron est parfois en première ligne pour succéder au parrain en place si ce dernier est emprisonné et il est fréquemment perçu comme le successeur logique.
- Le conseiller (« Consigliere ») est parfois perçu comme « le bras-droit » du parrain. Il est utile comme médiateur pour arbitrer les disputes. En pratique, le conseiller est normalement le troisième membre le plus important dans l'administration de l’Outfit. Il est traditionnellement un membre de longue date qui a le respect de tous les membres de l'organisation. Il est absolument au courant de tout en ce qui concerne les activités économiques criminelles de l’Outfit.
- Le capitaine (« Caporegime ») est responsable d'une équipe comprenant entre dix et vingt soldats et beaucoup plus d'associés. Un capo est désigné par le patron de l’Outfit et il lui doit des comptes, ainsi qu'au sous-patron. Un capitaine donne un pourcentage de ses gains (et ceux de ses soldats) au patron. Il est aussi responsable des tâches qui lui sont assignées, incluant le meurtre. En ce qui concerne le racket des syndicats de travailleurs, c'est parfois le capo qui est chargé de l'infiltration des antennes locales.
- Le soldat (ou « affranchi ») est un membre à part entière de l'organisation. Une fois qu'un membre devient « affranchi », il devient intouchable pour les autres membres. Seul le patron de l’Outfit peut ordonner son élimination. Un affranchi recommande un associé à entrer dans l'organisation comme nouveau soldat. Les soldats sont la cheville ouvrière de l'organisation commettant pour elle des crimes comme les agressions, le meurtre, les extorsions, les intimidations, etc.
- Les associés ne sont pas des membres de l'organisation, mais travaillent néanmoins pour elle. Les associés peuvent englober une grande diversité de personnes qui travaillent pour l’Outfit. Un associé peut rendre une très grande variété de services au même titre qu'un soldat. Une fois que l'organisation accepte de nouvelles recrues, les meilleurs associés sont évalués pour devenir des membres à part entière. Les associés peuvent être des personnes avec qui l'organisation fait des affaires (propriétaire de restaurant ou autre commerce, délégué syndical corrompu ou homme d'affaires etc…).

### Liste des patrons de l’Outfitde Chicago
- 1910–1920 — Giacomo (« James », « Big Jim ») Colosimo (1877–1920)
- 1920–1925 — John (« Johnny The Fox ») Torrio (1882–1957)
- 1925–1931 — Alphonse (« Al », « Scarface ») Capone (1899–1947)
- 1931–1943 — Frank (« L'exécuteur ») Nitti (1888–1943)
- 1943–1947 — Felice (« Paul 'The Waiter' Ricca ») DeLucia (1897–1972)
- 1947–1957 — Antonino (« Tony », « Joe Batters », « The Big Tuna ») Accardo (1906–1992) - Reste consigliere jusqu'à sa mort et garde la main sur toutes les décisions importantes.
- 1957–1966 — Salvatore (« Sam », « Momo », « Mooney ») Giancana (1908–1975)
- 1966–1967 — Samuel (« Teets ») Battaglia (1908–1973)
- 1967–1970 — John (« Jackie the Lackey ») Cerone (1914–1996)
- 1970–1971 — Felix (« Milwaukee Phil ») Alderisio (1912–1971)
- 1971–1986 — Joseph John (« Joey Doves ») Aiuppa (1907–1997)
- 1986–1988 — Joseph (« Joe Nagall ») Ferriola (1948–1989)
- 1988–1992 — Samuel (« Sam », « Wings ») Carlisi (1914–1997)
- 1992–2014 — John (« No Nose ») DiFronzo (1928–2018)
- Depuis 2014 — Salvatore (« Solly D. ») DeLaurentis

### Membres et associés notables
- Jake « Greasy Thumb » Guzik (1886-1956), conseiller financier et juridique de l'organisation.
- Frank Nitti (1888-1943). D'abord, il est associé avec John Torrio le parrain de l’Outfit à l'époque. Frank Nitti tenait un salon de coiffure où il revendait les bijoux volés du gang de Johnny Torrio. Puis Frank Nitti devient membre de l’Outfit.
- Jack « Machine Gun » McGurn (1905–1936), un des tueurs du temps d'Al Capone. Son utilisation de la mitraillette lui valut son surnom.
- John Scalise (1900-1929). Il travailla de 1921 à 1924 pour Al Capone, qui le tua pour avoir mal rempli un contrat.
- Albert Anselmi (1884-1929). Homme de main et tueur à gages sous le règne d'Al Capone.
- John « Handsome Johnny » Roselli (1905-1976) aussi connu sous les noms de « John F. Stewart » et « Colonel Rawlston ». Il aida l'organisation à contrôler Hollywood et Las Vegas. Fut aussi impliqué dans la tentative de la CIA pour tuer Castro.
- James Vincent « Turk » Torello (1930-1979), un des capos de l'organisation dans les années 1970.
- Samuele « Mad Sam » DeStefano (1909-1973). L'organisation utilisa ses tendances psychopathes et sadiques pour plusieurs crimes et tortures.
- Anthony Pilinetta dit « Le magicien » fut envoyé en 1972 à Las Vegas pour empêcher la triche aux tables de jeux, car, en 1946, Bugsy Siegel avait engagé des croupiers cubains qui avaient beaucoup de cousins et qui ont lessivé le Flamingo. En 1972, la mafia n'a pas voulu faire deux fois la même erreur et a donc envoyé Pilinetta à Las Vegas pour contrôler la triche au Stardust, à l'Hacienda, au Fremont et au Marina.
- Anthony Spilotro dit « la fourmi ». Un soldat envoyé par l'organisation pour contrôler leurs casinos à Las Vegas. Il est tué par James Marcello en 1986 puis enterré dans un champ de maïs de l'Indiana.
- Michael Spilotro, petit frère d'Anthony Spilotro, tué en même temps que ce dernier par James Marcello.
- Gus « Gussie » Alex (1916-1998), d'origine grecque, il sera l'un des plus hauts membres de l'organisation. Il succéda à Jake Guzik et fut l'un des principaux truqueurs de paris.
- Frank Rosenthal dit « le gaucher » : spécialiste du monde du jeu à Las Vegas dans les années 1970-1980 pour le compte de la mafia de Chicago. Après s'être retiré en Floride, il est décédé en octobre 2008. Lui et les frères Spilotro ont inspiré le film Casino de Martin Scorsese en 1995.
- Louis Campagna (1900-1955), homme de main de l'organisation, membre de haut rang depuis trois décennies.
- Frankie Yale (1893-1928), ancien membre du gang des Five Points mené par Johnny Torrio. Sa spécialité au sein de ce gang était le racket. À son arrivée à Chicago, Yale travailla pour l'organisation en exportant des cargaisons d'alcool.
- Valley Gang, gang de rue d'origine irlando-américaine allié à l'organisation sous le règne de Capone. Il a été fondé dans les années 1890 par Paddy Ryan, Terry Druggan et Frankie Lake et était spécialisé dans les vols à main armée, cambriolages, vols de camions de marchandises, etc.
- Nick Circella
- Phil D'Andrea
- Charles Gioe
- Frank Calabrese
- Nick Calabrese
- Joseph Andriacchi

## Dans la culture populaire

### Au cinéma

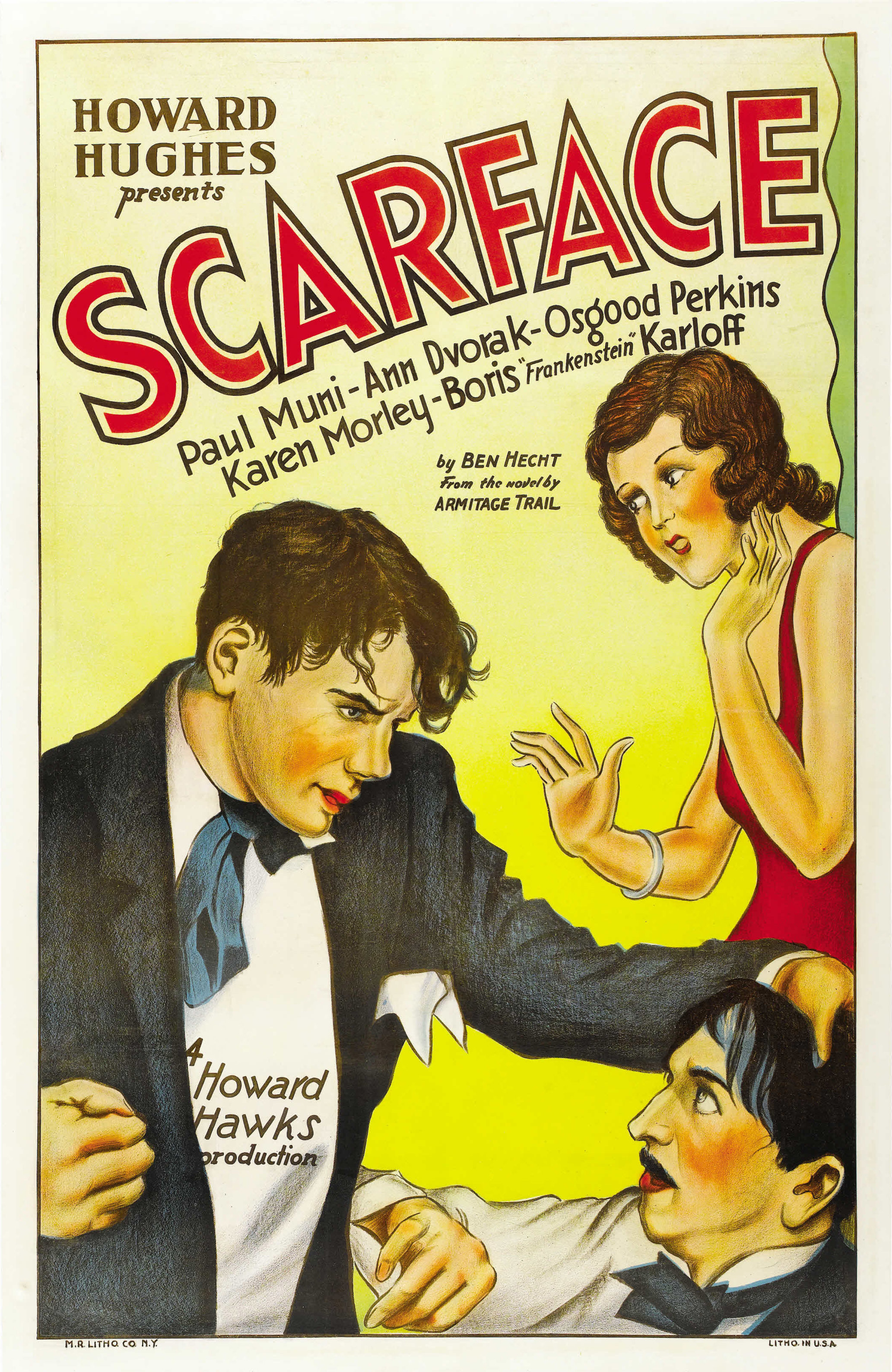
Affiche du film Scarface de Howard Hawks sorti en 1932 ; un des premiers films du genre qui décrit la violence des patrons de la mafia de Chicago ; le film contribua à populariser Al Capone.

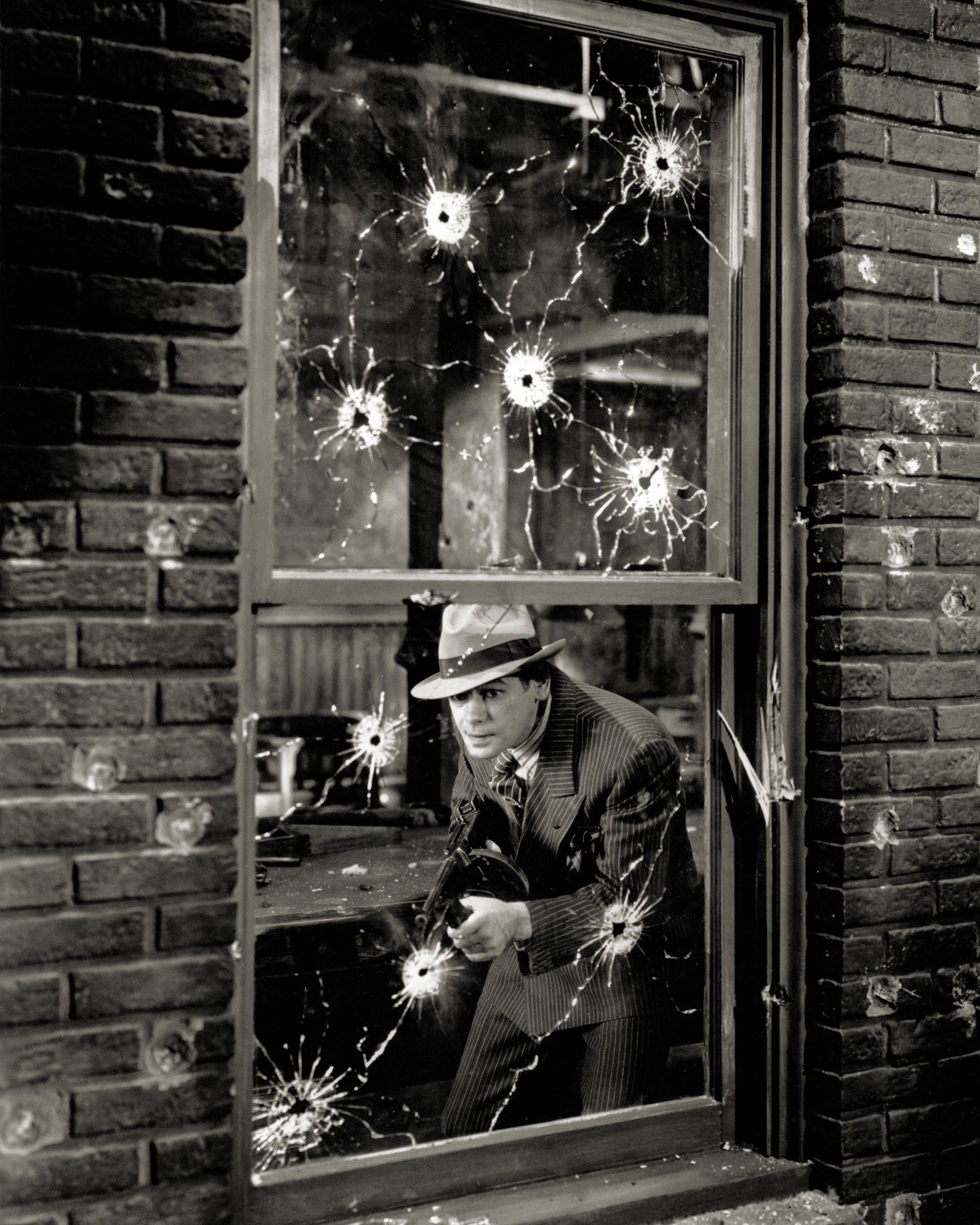
Photographie de plateau de Scarface avec le parrain de la mafia le doigt sur la détente de sa mitraillette Thompson.

- Scarface est un film de Howard Hawks, sorti en 1932, qui s'inspire des guerres de gangs à Chicago et de gangsters comme Al Capone.
- Les Incorruptibles (The Untouchables) est une série télévisée américaine datant de 1958 dans laquelle Eliot Ness combat le gang d'Al Capone durant la prohibition.
- L'Affaire Al Capone (The St. Valentine's Day Massacre) de Roger Corman, sorti en 1967, est un film biographique sur l'ascension de « l'empire » d'Al Capone et de sa lutte contre le chef mafieux irlandais Bugs Moran.
- Échec à l'organisation (The Outfit) de John Flynn, sorti en 1973, relate l'histoire de Earl Macklin (Robert Duvall) qui décide de venger son frère assassiné par l'Outfit.
- Le film Capone, sorti en 1975, est un film biographique de Steve Carver sur Al Capone.
- Le film F.I.S.T. de Norman Jewison, sorti en 1978, avec Sylvester Stallone en syndicaliste se battant contre le patronat appuyé par un associé de l'Outfit, se base sur la vie de Jimmy Hoffa.
- Les Incorruptibles (The Untouchables) est un film de Brian De Palma, sorti en 1987, décrivant la lutte entre le gangster Capone (Robert De Niro) et l'agent fédéral Eliot Ness (Kevin Costner) durant la Prohibition.
- Le film Hoffa, réalisé par Danny De Vito, sorti en 1992, est un autre film se basant sur la vie de Jimmy Hoffa et de son étroite association avec l'Outfit.
- Casino est un film de Martin Scorsese, sorti en 1995, décrivant la mainmise de l'Outfit sur certains casinos de Las Vegas ; le film décrit la vie de Sam Rothstein/Frank Rosenthal (Robert De Niro), Nicky Santoro/Anthony Spilotro (Joe Pesci), Ginger Mac Gee (Sharon Stone), femme de Rosenthal, et Remo Gaggi/Joey Aiuppa (Pasquale Cajano).
- Le film Les Sentiers de la perdition (Road to Perdition) de Sam Mendes, sorti en 2002, retraçant la guerre des gangs dans la région de Chicago durant la prohibition.
- Le film Chicago Overcoat de Brian Caunter, sorti en 2009, décrit la vie de Lou Marazano (Frank Vincent), un homme de main travaillant pour l'Outfit.

### Dans la littérature
- Chicago, le temps des Incorruptibles de Kenneth Allsop aux Éditions J'ai lu leur aventure paru en 1968.
- Casino: Love and Honor in Las Vegas de Nicholas Pileggi paru en 1995.
- The Outfit: The Role of Chicago's Underworld in the Shaping of Modern America de Gus G. Russo paru en 2002.
- The Chicago Outfit de John J. Binder paru en 2003.
- The Black Hand: Terror by Letter in Chicago de Robert M. Lombardo paru en 2009.
- Organized Crime in Chicago: Beyond the Mafia de Robert M. Lombardo paru en 2012.
- The Rise And Fall Of A 'Casino' Mobster: The Tony Spilotro Story Through A Hitman's Eyes de Dennis Griffin paru en 2017.
- Handsome Johnny : The Life and Death of Johnny Rosselli de Lee Server paru en 2018.
- The Chicago Outfit and the North Side Gang: The History and Legacy of Chicago's Most Notorious Rival Mobs publié par Charles River Editors en 2019.
- Vegas and the Chicago Outfit: The Skimming of Las Vegas d'Al W. Moe paru en 2022.